# Соммен (озеро)
Соммен (швед. Sommen) — озеро в південній Швеції. Розташоване в історичній провінції Естерйотланді в історичному регіоні Йоталанд на межі з провінцією Смоланд за 40 км на схід від озера Веттерн, другого за площею зі шведських озер. Найближче місто — Транос.
Площа озера Соммен становить 132 км², максимальна глибина — близько 60 м. Довжина берегової лінії становить близько 449 км
Озеро наповнене чистою прозорою водою, у східній частині озера з видимістю на глибину 9-11 м, що робить Соммен одним з найбільш прозорих озер Швеції.
У Соммені широко поширені риби, такі як арктична палія, сиг, пструг струмковий і європейська ряпушка. У великій кількості на берегах озера гніздиться скопа.
Довгий період часу на Соммені ходили пароплави, деякі з них ще знаходиться в експлуатації.
На Соммені є 365 островів. Однак, їх кількість постійно змінюється в межах 350.
Легенда свідчить, що озеро виникло в давнину. Місцевий господар, який володів норовливою коровою «Sommakoa», намагався її заспокоїти і прив'язав до паркану. «Sommakoa» зірвалася з ланцюга, при цьому так тупнула копитом у землю, що її слід копита, наповнився водою і виникло озеро.
Щорічно в травні навколо озера проводиться велопробіг Sommen Runt.